# Centaurea sirdjanica
Centaurea sirdjanica — вид квіткових рослин родини айстрових (Asteraceae). Ареал: Іран.